# Margarete Hamerschlag

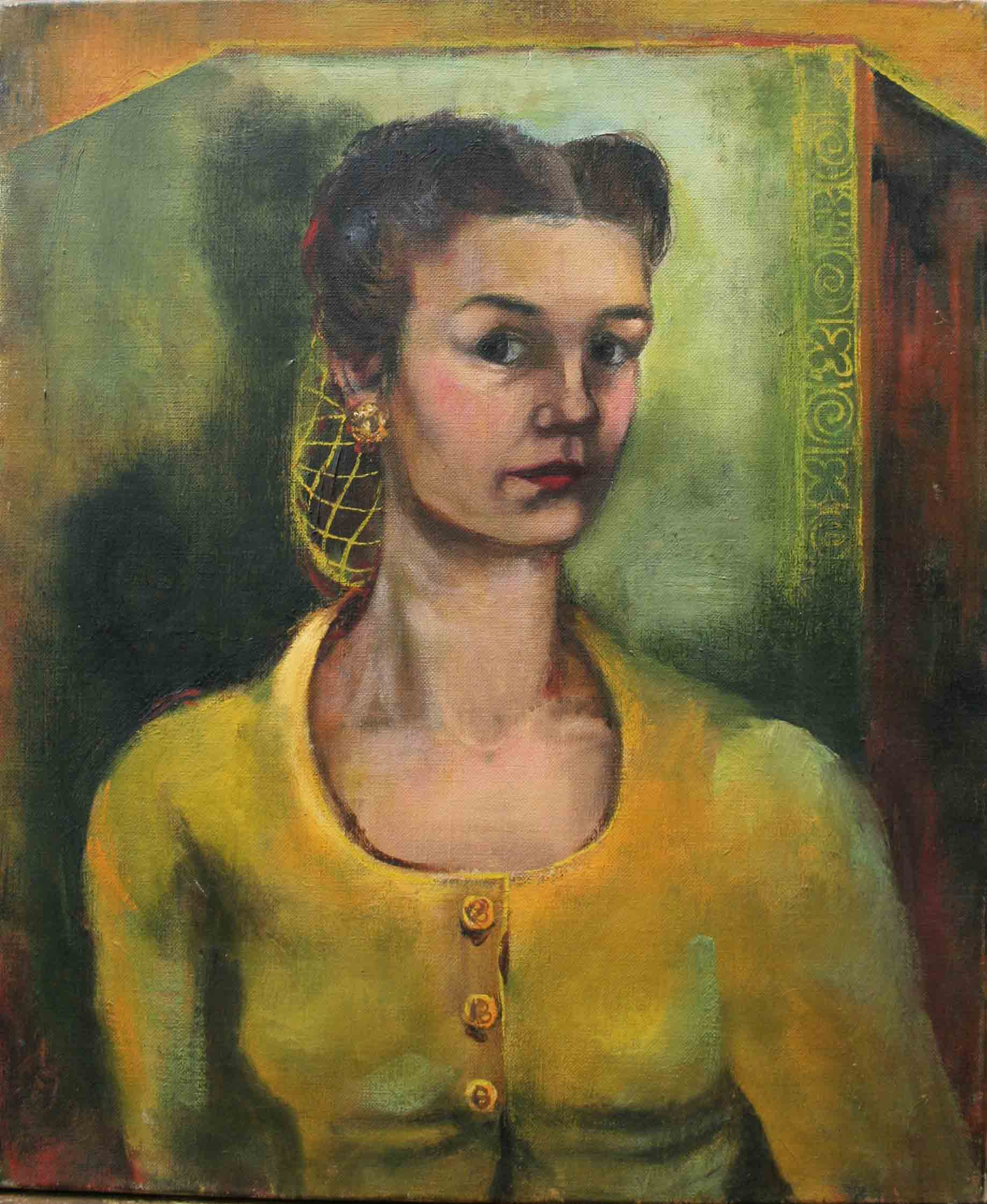
Selbstporträt um 1948

View from (hotel) window, Italien, 1952

Margarete Hamerschlag (10. Mai 1902 in Wien – 5. April 1958 in London) war eine österreichische Kunstgewerblerin, Autorin und Illustratorin.

## Leben und Werk
Hamerschlag wurde 1902 als Kind des jüdischen Arztes Richard Hamerschlag und seiner Frau Pauline, geb. Herz, in Wien geboren. Ab 1911 (nach anderen Quellen bereits ab 1908) besuchte sie die Jugendschulklasse von Franz Čižek und studierte ab 1917 an der Wiener Kunstgewerbeschule bei Bertold Löffler (Druckverfahren), Oskar Strnad (Bühnenbild) und Eduard Wimmer-Wisgrill (Mode). Hamerschlag fertigte Lithographien für zwei Bücher an, die im Verlag der Wiener Werkstätte ab 1920 erschienen. Mit Kinderfreuden, ihrem zweiten Buch, hatte sie großen Erfolg. Die Mappenwerke Die Maske des Roten Todes und Die Stadt zeigten ihren virtuosen Umgang mit dem Holzschnitt und fanden auch im Ausland Beachtung. Mit 20 Jahren wurde Hamerschlag Redaktionsmitglied der Zeitschrift Wiener Mode. Als Malerin arbeitete sie in Öl und Aquarell. Sie entwarf auch Kostüme.
In Rom inszenierte sie in Anton Giulio Bragaglias Theater der Unabhängigen mehrere Stücke und stattete sie auch aus. 1922 heiratete sie den Architekten und Loos-Schüler Joseph Berger. Auch nach dem Ersten Weltkrieg hatten Frauen nur die Möglichkeit, als Gast in den Künstlervereinigungen auszustellen, eine Mitgliedschaft blieb ihnen weiterhin verwehrt. 1927 fand die 1. Wiener Frauenkunstausstellung in den Räumen des Museums für Kunst und Industrie statt, wo Hamerschlag mehrere Werke zeigte. Fritz Lampl schrieb 1928 in Deutsche Kunst und Dekoration: „Margarete Hamerschlag wird, wenn sie die Gefahren der spielerischen handwerklichen Malübung vermeidet … bald in den Reihen der Besten stehen.“ Hamerschlag lebte von 1924 bis 1934 in der Künstlerkolonie am Rosenhügel.
Hamerschlags Mann erhielt 1934 einen Auftrag in Palästina, sie begleitete ihn und stellte 1935 in Jerusalem aus. Das Paar zog 1936 nach London, dort arbeitete Hamerschlag als Porträtistin und Buchillustratorin, veröffentlichte Illustrationen in zahlreichen Zeitschriften und Zeitungen. Ihr Sohn Raymond F. wurde 1937 geboren. Mit dem „Anschluss Österreichs“ brachen die Verbindungen zur Heimat ab. Nicht vor dem Ende des Zweiten Weltkriegs änderte Hamerschlag ihren Nachnamen auf Berger-Hamerschlag und signierte öfters auch mit Berger. Sie nahm in England an zahlreichen Gruppenausstellungen teil. Neben ihrer Malerei schrieb sie Romane, Short Stories, eine Autobiographie. Um 1950 begann sie in Jugendclubs zu unterrichten und veröffentlichte ihre Erfahrungen dort 1955 in ihrem bekanntesten Werk Journey into a fog mit eigenen Illustrationen.
In England war sie als Künstlerin bis zu ihrem Tode erfolgreich, geriet aber in der Heimat in Vergessenheit. Zusätzlich wurde in vielen Lexika, Auktionskatalogen, selbst in kunsthistorischen Abhandlungen ihr Name nun beharrlich falsch Hammerschlag geschrieben.

## Mitgliedschaften
- Wiener Frauenkunst[1]
- 1929/30 Mitglied des Hagenbunds[1]

## Werke (Auswahl)
- Wiener Werkstätte (Hrsg.): Kinderfreuden. Wien 1921.
- Die Stadt. 10 Illustrationen. Thyrsos, Wien 1923.
- Edgar Allan Poe, Margarete Hamerschlag (Illustration): Die Maske des Roten Todes. K. Wolff, Wien 1924.
- Stefan Zweig, Margarete Hamerschlag (Illustration): The Buried Candelabrum. Cassell, London 1937.
- Journey Into a Fog. 1955.

## Ausstellungen (Auswahl)
- 2019: Stadt der Frauen. Künstlerinnen in Wien von 1900 bis 1938, Belvedere (Gruppenausstellung)
- 1946: Contemporary European Women Painters in London, Gruppenausstellung